# Provincia de San Miguel

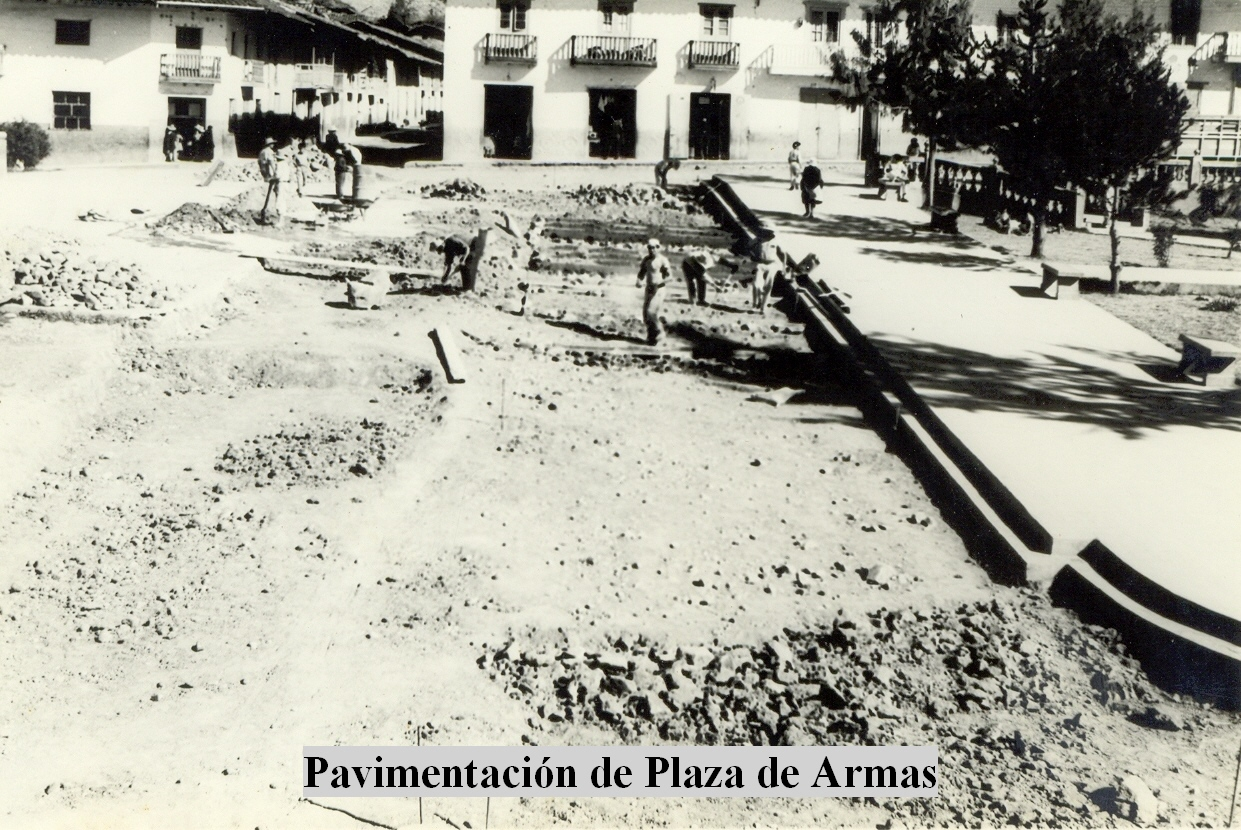

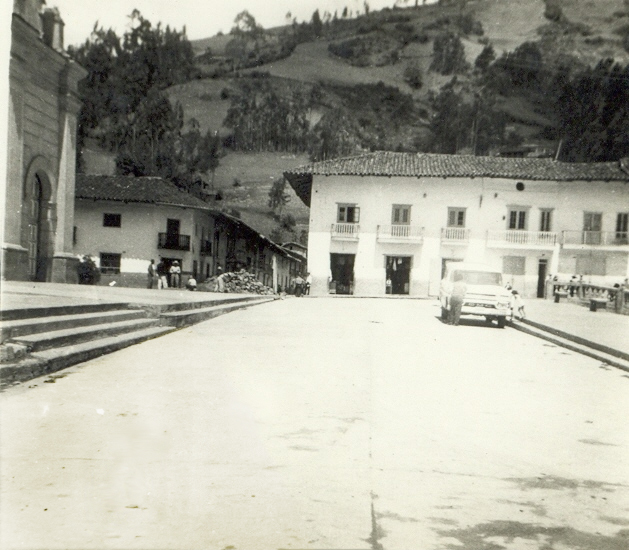

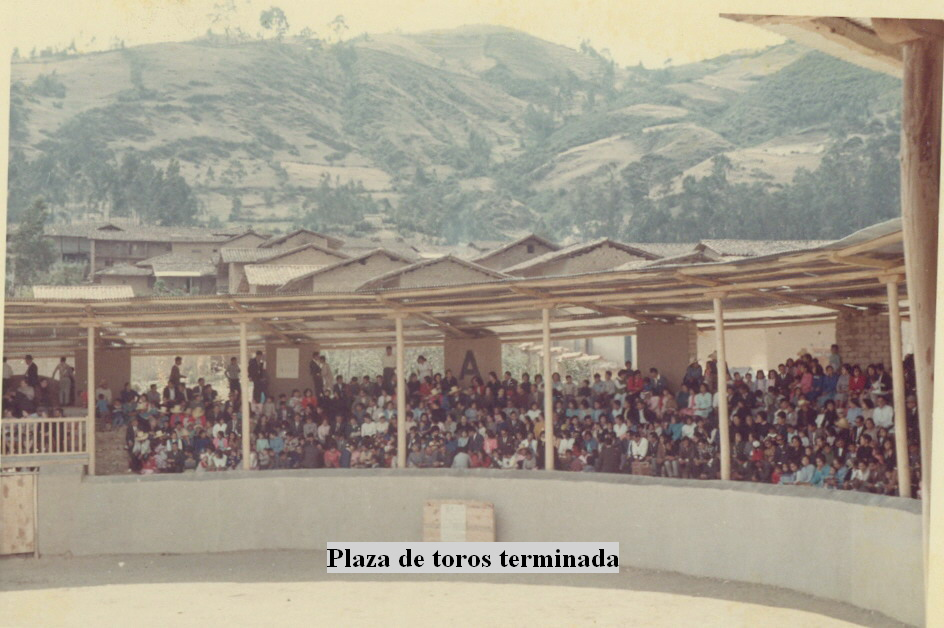

La provincia de San Miguel es una de las trece que conforman el departamento de Cajamarca en el norte del Perú. Limita por el norte con la provincia de Santa Cruz y la provincia de Hualgayoc, por el este con la provincia de San Pablo, por el sur con la provincia de Contumazá y por el oeste con el departamento de Lambayeque y el departamento de La Libertad.

## Historia
En 1963, se formó una comisión sanmiguelina, cuyos integrantes se constituyeron a la capital y realizaron con todo entusiasmo las gestiones para la creación de la provincia; logró que se promulgue el proyecto de ley en la Cámara de Senadores. En forma inmediata en San Miguel, se realizó un cabildo abierto el 16 de diciembre de 1963, presidido por el alcalde: Ing. Benjamín Villanueva Novoa, donde se constituyeron otras comisiones (una en Lima y otra en San Miguel). Estas comisiones trabajaron arduamente hasta que se promulgó la Ley n.º 15152, de creación de la provincia de San Miguel, promulgada por el presidente Fernando Belaúnde Terry, el 29 de septiembre de 1964.
La creación de la provincia de San Miguel, se realizó con los distritos de Llapa, Niepos, Nanchoc y La Florida, con una extensión de 1800 km² y una población aproximada de 50 000 habitantes.

## Geografía
La provincia tiene una extensión de 2542 km².

## División administrativa
La provincia se divide en trece distritos:
1. San Miguel
2. Bolívar
3. Calquis
4. Catilluc
5. El Prado
6. La Florida
7. Llapa
8. Nanchoc
9. Niepos
10. San Gregorio
11. San Silvestre de Conchán
12. Tongod
13. Unión Agua Blanca

## Población
La provincia tiene una población aproximada de 65 000 habitantes. La ciudad de San Miguel de Pallaques, capital de la provincia cajamarquina del mismo nombre, cuenta con 4022 habitantes. 
Los grupos étnicos de la región corresponden netamente en su mayoría a nativos campesinos de la zona alta norandina que se encuentran entre Cochán y Tongod hasta Bolívar, destacando los rasgos físicos mestizos.

## Capital
La capital de la provincia es la ciudad de San Miguel de Pallaques, ubicada a solo 116 km de la ciudad de Cajamarca.
La ciudad de San Miguel de Pallaques se encuentra a 2665 m s. n. m., se encuentra en la parte más baja de la región quechua orillas del río San Miguel, siendo asiento de la catarata del Condac, presentando un clima primaveral con una media de 14.8 °C al año. Esta ciudad es la cuna del político peruano Alfonso Barrantes Lingán.

## Autoridades

### Regionales
- Consejero regional
  - 2019-2022:[3] Guillermo Espinoza Rodas (Alianza para el Progreso)

### Municipales
- 2019-2022[3]
  - Alcalde: Lorenzo Aldor Chingay Hernández, de Alianza para el Progreso.
  - Regidores:

  1. Juan Roberto Malca Alcántara (Alianza para el Progreso)
  2. Aldo Romero Romero (Alianza para el Progreso)
  3. José Aurelio Gálvez Alayo (Alianza para el Progreso)
  4. Damián Montenegro Peralta (Alianza para el Progreso)
  5. Nora Maribel Infante Medina (Alianza para el Progreso)
  6. Salvador Coba Quiroz (Alianza para el Progreso)
  7. César Guillermo Solano Cueva (Movimiento de Afirmación Social)
  8. Miguel Ángel Murga Tello (Cajamarca Siempre Verde)
  9. Ysabel Reinaldo Hernández Díaz (Podemos por el Progreso del Perú)

### Policiales
- Comisario: Mayor PNP Rubén Vega Rojas

## Clima
Tiene un clima templado y seco, con invierno frío y verano intensamente lluvioso en los meses de enero, febrero y marzo. Además por encontrarse en plena ladera, se encuentra con intensas neblinas entre los meses de octubre a mayo.

## Patrimonio
- Iglesia de San Miguel Arcángel: iglesia de adobe, la más alta del país, cuenta con una torre única elevada a 40 m, netamente de adobe, con un reloj en su parte central, idéntico al de la iglesia de Notre Dame (París).[cita requerida]

## Festividades
- Todo febrero: Carnaval que, como en todo el departamento de Cajamarca, tiene un singular estilo.
- 24 de junio: Fiesta de San Juan y Día del Campesino
- 22 de septiembre: Fiesta del patrono del distrito El Prado, Jesús Nazareno.
- 29 de septiembre: Aniversario de la creación de la provincia y Festividad del Santo Patrono San Miguel Arcángel.
- 28 de agosto: Fiesta patronal del distrito de Llapa en homenaje al patrono, Jesús Nazareno Cautivo. La celebración de esta fiesta se prolonga por una semana aproximadamente, además de ser una fiesta de carácter religioso.
- 29 de diciembre: Fiesta de la Santísima Virgen del Arco

## Transporte y comunicaciones
- Vía terrestre: San Miguel de Pallaques cuenta con una vía asfaltada que se enlaza desde la ciudad del mismo nombre hacia la provincia de San Pablo, y de allí por una vía expresa asfaltada moderna (construida con capitales privados de una empresa minera) hacia la capital departamental (ciudad capital de Cajamarca). Además, esta vía lleva hacia el distrito de Chilete, donde se enlaza con la vía principal del departamento y lo orienta a la Costa (Pacasamayo y Chepén) a la altura del km 90 de la carretera Ciudad de Dios-Cajamarca. Esta vía actualmente asfaltada entre San Miguel y San Pablo cuenta con paisajes que muestran la más increíble variedad de tonalidades verdes de sus campos y las paredes blancas de sus casitas campesinas, todo rodeado por el perfume de bosques de eucaliptos.

Otras carreteras por las que se accede a San Miguel de Pallaques son la vía de Cajamarca-El Empalme-San Miguel, Quindén-Lives-San Miguel, Chépén-El Mirador-San Miguel y otras carreteras menores que la conectan con Chiclayo o Bambamarca.
- Telecomunicaciones: La ciudad se encuentra conectada vía microondas con la red departamental que tiene a su vez en la ciudad de Cajamarca una estación de transmisión satelital. El resto de la provincia solo tiene telefonía comunitaria de la empresa Telefónica. Tiene redes rurales satelitales de compañías privadas en algunos distritos y servicio de cable satelital, y está comunicada por dos empresas de telefonía celular, así como por internet solo en forma parcial.

(Fuente: Informe de Serums, Minsa, DISA, Cajamarca. Dr. Ernesto Paul Medina Paredes).